# George Armitstead
George Armitstead (født 27. oktober 1847 i Riga, Russiske Kejserrige, død 17. november 1912 sammesteds) var en ingeniør, iværksætter og Rigas fjerde borgmester.
George Armitstead blev født ind i en britisk handelsfamilie i Riga, som i dag er hovedstaden i Letland, og på det tidspunkt lå i Det Russiske Kejserrige. Armitstead dimitterede 1869 fra Rigas Polytekniske Institut med udmærkelse, og var en af grundlæggerne af broderskabet Fraternitas Baltica. Han udvidede sin viden ved universiteterne i Zürich og Oxford. Senere virkede han som ingeniør i Rusland. Han returnerede siden til Riga, hvor hans familie ejede mange boliger og fabrikker, og han blev en vigtig person i Rigas sociale liv.
Den 7. maj 1901 blev  George Armitstead valgt som Rigas borgmester af Rigas Byråd. Han stod blandt andet for byens hurtige udvikling, og var initiativtager til opførelsen af mange af bygningerne i Rigas, heraf 13 skoler, tre hospitaler, biblioteker og Riga Zoo.